# 5962 Shikokutenkyo
5962 Shikokutenkyo (1990 HK) là một tiểu hành tinh vành đai chính được phát hiện ngày 18 tháng 4 năm 1990 bởi T. Seki ở Geisei.